# Alberto Amodeo
Alberto Amodeo (Magenta, 7 dicembre 2000) è un nuotatore italiano.
Ha partecipato ai Giochi Paralimpici di Tokyo 2020 e di Parigi 2024.

## Biografia
Alberto Amodeo è nato il 7 dicembre 2000 a Magenta.  
A 12 anni perse la gamba destra in un incidente con una ruspa a una festa di compleanno. In seguito all'incidente, ha giocato per alcuni anni a pallanuoto, finché nel 2017 ha scoperto il nuoto paralimpico, tesserandosi per la società sportiva Polha Varese e iniziando così la carriera agonistica.  
La 1ª gara in nazionale è stata ai campionati europei di nuoto paralimpico del 2021 a Madeira, in Portogallo, dove ha vinto due argenti (nei 400 m stile libero S8 e nei 100 m farfalla S8) e un bronzo (nei 100 stile libero S8). 
Ha preso parte alle Paralimpiadi di Tokyo 2020, classificandosi 2º e vincendo quindi l'argento nei 400 stile libero S8. Inoltre è arrivato 6º nei 100 m farfalla S8 e 7º nei 100 m stile libero S8.
Ai campionati mondiali di Madeira 2022 ha vinto l'oro nei 400 m stile libero S8 e l'argento nei 100 m farfalla S8. 
L'anno seguente, ai campionati mondiali di Manchester, ha vinto due ori, nei 400 m stile libero S8 e nei 100 m delfino S8, e un argento nella staffetta 4x100 misti mista.
Da febbraio 2024 è entrato a far parte del Gruppo Sportivo Militare Fiamme Gialle. Nello stesso anno partecipa alle Paralimpiadi di Parigi, dove vince due medaglie d'oro (nei 400 metri stile libero e nei 100 metri farfalla) e il bronzo nei 100 metri stile libero.

## Palmarès
Categorie S8, SB8, SM8
- Giochi Paralimpici

Tokyo 2020: argento nei 400m sl S8.
Parigi 2024: oro nei 400m sl S8 e nei 100m farfalla S8, bronzo nei 100m sl S8.
- Campionati mondiali IPC

Madeira 2022: oro nei 400m sl S8, argento nei 100m farfalla S8.
Manchester 2023: oro nei 400m sl S8 e nei 100m farfalla S8, argento nella 4x100m mista mista (34 pti.).
- Campionati europei IPC

Madeira 2020: argento nei 400m sl S8 e nei 100m farfalla S8, bronzo nei 100m sl S8.
Madeira 2024: oro nei 400m sl S8 e nei 100m farfalla S8, bronzo nella 4x100m mista mista (20 pti.).